# Tabula compositoria

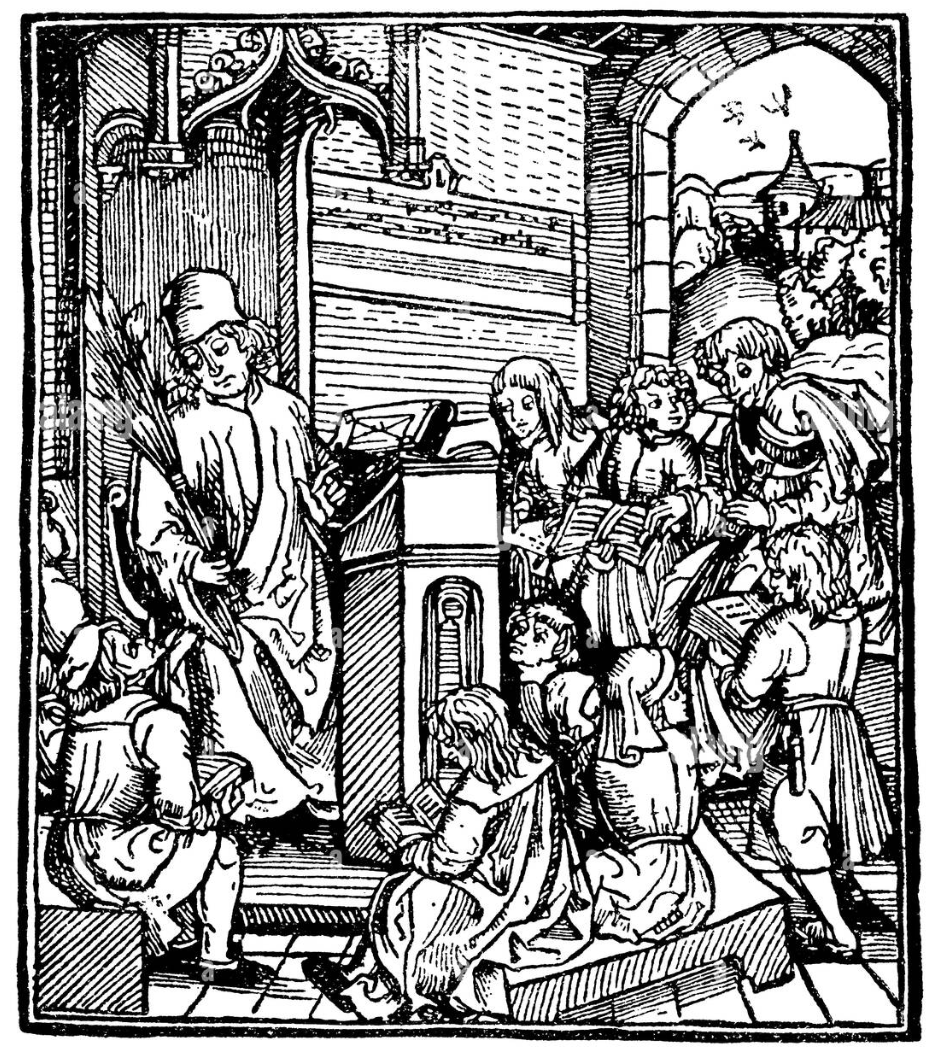
Une scène d'école montrant une tabula compositoria accrochée au mur, dans le fond (vers 1500).

Une tabula compositoria est un ustensile servant à écrire de la musique d'une manière « effaçable ». Les plus anciennes retrouvées sont faites d'ardoise avec des portées gravées superposées ; les plus récentes sont des panneaux de bois avec des portées superposées tracées en noir, sur lesquelles on pouvait écrire au crayon et effacer ensuite.

## Usage
Les tabulas servent au compositeur à composer de la musique d'une manière qui lui permet de lire simultanément toutes les voix superposées, c'est-à-dire en « partition » (ce qui n'est pas le cas si la musique était écrite en parties séparées ou en livre de chœur).
Elles servent aussi au maître à enseigner la musique, en l'écrivant sur des tabulas assez grandes pour que tous les élèves puissent la lire ensemble durant la leçon.
Elles peuvent enfin servir à un luthiste ou un claviériste pour préparer la mise en tablature de la pièce, où là encore il a besoin de lire toutes les voix simultanément.
L'usage des tabulas remonte au XVe siècle environ et se perd après la période baroque ; exceptionnellement on en use encore jusqu'au XIXe siècle.

## Sources
Un certain nombre de tabulas ont été conservées dans des musées ou des archives (liste dans Owens 1997 p. 79) ; elles sont également citées dans les correspondances ou les documents du temps sous des vocables assez variés (ardoise, cartella, paliertein Schifferstein, palimpsesus compositorius, slate, tabella, tabula, tavola di pietra) (cf. Owens 1997 p. 76-77). Enfin elles sont visibles sur des dessins, des gravures ou des peintures des XVe, XVIe et XVIIe siècles (voir Owens 1997 pour une sélection d'images).

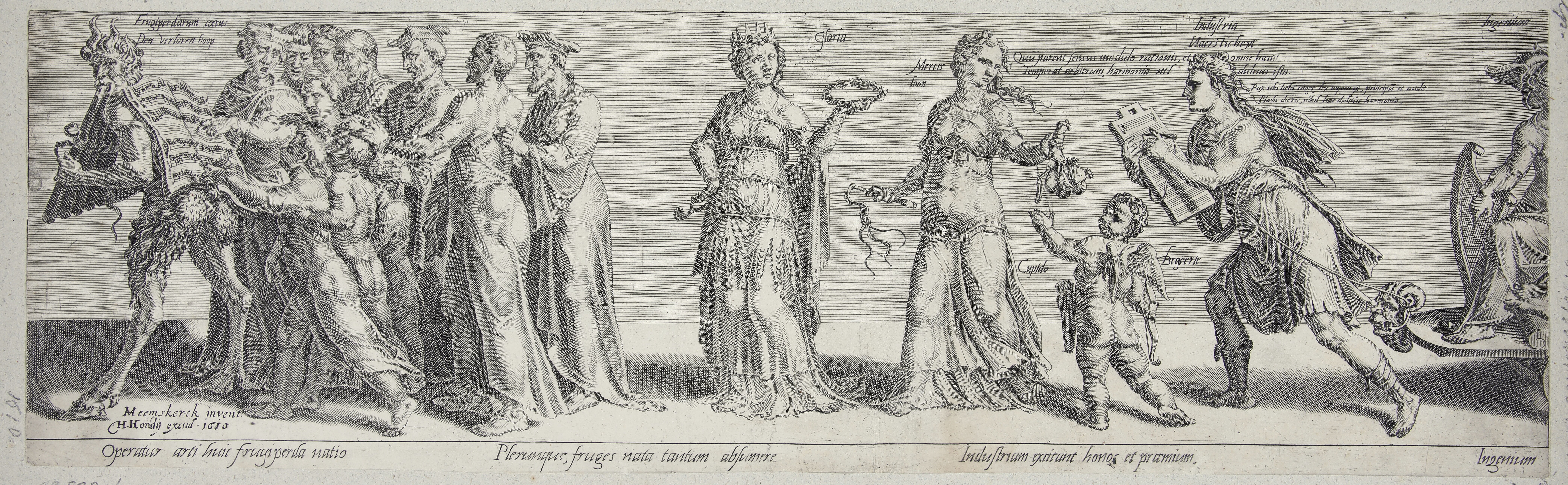
D. V. Coornhert, Allégorie de la musique (1554), avec à droite une femme notant sur une tabula compositoria, Statens Museum for Kunst.